# Enuma elisz

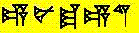
Zapis akadyjskich słów enūma eliš w piśmie klinowym

Enuma elisz (akad. 𒂊𒉡𒈠𒂊𒇺 , enūma eliš), Poemat o stworzeniu świata – babiloński epos, napisany w języku akadyjskim, nazwany tak od rozpoczynających go słów, które znaczą Gdy w górze... Pierwotny tekst tego eposu pochodzi prawdopodobnie z końca II tysiąclecia p.n.e. Utwór był recytowany w Babilonie w czwartym dniu noworocznego święta akitu. Enuma elisz nazywany jest eposem o stworzeniu wszechświata. Kosmogonia babilońska miała jednoznaczny pogląd na sens istnienia człowieka: światem rządzi panteon bogów z Mardukiem na czele, zadaniem ludzkości jest służyć bogom.

## Stan badań
Najstarsze zachowane redakcje tekstu Enuma elisz datowane są na pierwszą połowę I tysiąclecia p.n.e. W nauce istnieje pogląd, że ten okres jest ostatnim stadium rozwoju i skonsolidowania kosmogonii babilońskiej i asyryjskiej. Utwór ma pochodzenie babilońskie, a zaadaptowany został także przez religię asyryjską.
Epos został napisany na siedmiu glinianych tabliczkach, z których każda zawiera od 115 do 170 linii.

## Streszczenie
e-nu-ma e-liš la na-bu-ú šá-ma-mu

šap-lish am-ma-tum šu-ma la zak-rat

ZU.AB-ma reš-tu-ú za-ru-šu-un

mu-um-mu ti-amat mu-al-li-da-at gim-ri-šú-un

A.MEŠ-šú-nu iš-te-niš i-ḫi-qu-ú-šú-un

gi-pa-ra la ki-is-su-ru su-sa-a la she-'u-ú

e-nu-ma DINGIR.DINGIR la šu-pu-u ma-na-ma

Tablica I
Na początku istniał tylko chaos, nie było ziemi ani nieba. Praojciec Apsu i pramatka Tiamat mieszali swoje wody. Istniał także potężny doradca Mummu. Następnie narodzili się Lahamu i Lahmu oraz inni bogowie pierwszego pokolenia. Od nich wywodzili się Anszar i Kiszar, którzy stworzyli na swoje podobieństwo Anu. Od Anu pochodził Ea (Nudimmuda). Apsu był zaniepokojony poczynaniami nowego pokolenia bogów, którzy dążyli do rozdzielenia żywiołów i uporządkowania chaosu. Zaplanował zagładę swoich dzieci, choć Tiamat próbowała go od tego odwieść. Pomysł Apsu spodobał się Mummu i Tiamat nie mogła się im przeciwstawić.
Gdy młodsi bogowie dowiedzieli się o planach Apsu, przerazili się, lecz mądry Ea przy pomocy zaklęcia uśpił Apsu i porąbał go na kawałki. Uwięził także Mummu i pozbawił go jego magicznych mocy. Następnie wzniósł na ciele praojca siedzibę Apsu, w którym wraz z małżonką Damkiną spłodzili syna – Marduka. Anu podarował dziecku cztery wichry, które zakłócały spokój Tiamat.
Tiamat – z zemsty za uśmiercenie Apsu – postanowiła zgładzić młodych bogów. Stworzyła potwory: węże, smoki, psy, ludzi-ryby, ludzi-skorpiony. Wzięła sobie za małżonka jednego z pierwotnych bogów – Kingu – i podarowała mu tabliczkę losów.
Tablica II
Ea zawiadomił Anszara o przygotowaniach Tiamat do wojny z dziećmi. Anszar doradzał mu wystąpienie przeciwko bogini. Ea jednak wysłał wpierw do pramatki Anu. Gdy Anu zobaczył Tiamat, uciekł przestraszony. Bogowie bali się rozpoczęcia walki. Wtedy Anszar przywołał Marduka. Syn Ea zgodził się na pojedynek z Tiamat, w zamian zażądał pierwszeństwa wśród bogów i prawa do wyznaczania losu.
Tablica III
Anszar wysłał do Lahmu i Lahamu Gagę, który opowiedział im o zaistniałej sytuacji, czym przestraszył starszych. W tym czasie Anszar zwołał bogów i przedstawił im warunki Marduka. Podczas obfitej uczty bogowie zgodzili się złożyć hołd Mardukowi.
Tablica IV
Gdy Marduk siedział na tronie, pozostali bogowie oddawali mu cześć i prosili o dowód jego mocy. Marduk znikł, a w jego miejsce pojawiła się gwiazda, co wszystkich obecnych przekonało o jego potędze. Marduk uzbroił się do pojedynku z Tiamat w łuk, strzały, buławę i sieć. Do pomocy miał siedem wiatrów i podarowane mu przez Anu cztery wichry. Do walki stawił się na rydwanie, w ręku miał zaklęte zioła.
Przed rozpoczęciem pojedynku Marduk i Tiamat wymienili powitania i błogosławieństwa. Następnie młody bóg rzucił na pramatkę sieć, uderzył ją wichrem w łono i przeszył strzałą. Rozciął jej brzuch i wyjął serce. Po zwycięstwie nad Tiamat zgładził jej wojsko i wziął do niewoli Kingu, któremu przedtem odebrał tablice losu. Odpocząwszy po bitwie, zwycięski bóg rozciął ciało Tiamat na dwie części: jedną umieścił na górze i uczynił z niej niebo, z drugiej stworzył ziemię. Na niebie na podobieństwo domu Apsu zbudował siedzibę E-szara, którą oddał w posiadanie Anu, Enlilowi i Ea.
Tablica V
Na niebie Marduk stworzył gwiazdy, obdarzył Księżyc i Słońce blaskiem, rozdzielił dzień i noc. Prawdopodobnie stworzył także rośliny i zwierzęta (tablica jest uszkodzona). Wszyscy bogowie składali cześć Mardukowi.
Tablica VI
Marduk postanowił stworzyć człowieka. Podzielił się swoim pomysłem z Ea. Uzyskał zgodę bogów na złożenie ofiary z Kingu, z którego krwi Ea stworzył pierwszych ludzi i przykazał im służyć bogom. Jako wyraz wdzięczności bogowie wznieśli Mardukowi świątynię w Babilonie – E-sagilę. Po ukończeniu prac urządzili ucztę, podczas której na niebie ustanowili łuk Marduka. Anszar, Lahmu i Lahamu nadali Mardukowi trzy imiona i nakazali innym bogom uczynić to samo.
Tablica VII
Bogowie śpiewali Mardukowi hymn, w którym wymienili 50 nadanych mu imion.

## Analiza
Zachowane kopie Enuma elisz datowane są przeważnie na I połowię I tysiąclecia p.n.e., jednak język akadyjski, w którym utwór został spisany, wydaje się być zbyt archaiczny dla tego okresu, więc datę powstania eposu często przesuwa się na drugą połowę II tysiąclecia p.n.e., choć z drugiej strony autor utworu mógł celowo postarzać język, na co wskazuje nieporadne użycie w wielu miejscach archaizmów.
Tekst Enuma elisz został napisany specyficznym stylem hymniczno-epickim, niemającym odpowiednika w żadnym innym utworze. Zawiera właściwe tylko sobie formy gramatyczne i słownictwo. Takie zastosowanie zasobu leksykalnego jest charakterystyczne dla poezji (słownictwem, jakie występuje w tekście, nie posługiwano się na co dzień). W sposób szczególny dotyczy to takich części mowy, jak zaimki, przysłówki i przyimki.
Tekst ma konstrukcję stroficzną. Każda strofa zawiera cztery wersy i jest podzielona na dystychy dzięki użyciu średniówki. Wers jest podzielony na hemistychy (półwiersze), które składają się z osobnych wyrazów lub ich złożeń i każdy z nich z kolei jest podzielony na dwie części za pomocą akcentów. Pomiędzy wersami dystychu zachodzi relacja. Drugi wers stanowi kontrast dla pierwszego, poszerza jego kontekst lub podkreśla znaczenie.

Gdy w górze niebo nie zostało (jeszcze) nazwane,

poniżej ziemia nie miała swego imienia

Zaprawdę stworzę istotę, człowiekiem ona będzie,

trud bogów będzie dźwigał, by odpocząć mogli.

W tekście nie stosowano metrum, w każdym wersie trzy lub cztery sylaby (rzadziej pięć) były akcentowane. Tekst nie posiada rymów i aliteracji.

## Interpretacja
Poemat udzielał odpowiedzi na pytania o pochodzenie człowieka, jego roli i losach. Według oficjalnej nauki kapłanów babilońskich świat został uporządkowany dzięki sile twórczej Marduka: od chaosu do stworzenia człowieka. Świat pochodził od uosabiających żywioły bogów, które na początku przenikały się nawzajem. Jedynie Marduk był w stanie ogarnąć go, wyłonić poszczególne elementy i określić ich miejsce we wszechświecie.
W wierzeniach babilońskich nie istniała relacja między moralnością człowieka a jego losem. Bogowie na początku każdego roku podejmowali decyzje o przyszłości ludzkości. Dlatego święta noworoczne akitu miały szczególne znaczenie w ówczesnym społeczeństwie. Enuma elisz było recytowane w czwartym dniu obchodów noworocznych, gdy cześć oddawano Mardukowi (odpowiednio w Asyrii czczono wówczas Aszura).
Epopeja Enuma elisz powstała między innymi dzięki kompilacji wcześniejszych mitów sumeryjskich, jest powiązana z kosmogonią Sumerów. Podobieństwa są widoczne zarówno w wątkach opisujących powstanie świata, jak i imionach występujących w utworze bóstw. Podstawowymi elementami pierwotnego chaosu były wody słodkie i słone, które dały początek personifikacjom nieba i ziemi. Sumeryjskie imię bóstwa An z czasem przekształciło się w jego babiloński odpowiednik – Anszar. Odpowiednio pierwotne imię bogini ziemi – Ki – w Kiszar. Triada bóstw – Anu, Enlil i Ea – również pochodziła z sumeryjskiej koncepcji kosmogonicznej. Nawiązaniem do mitologii sumeryjskiej jest zwycięstwo babilońskiego Ea nad Abzu, oddalenie przypominające pokonanie sumeryjskiego potwora Kura.
Niektóre fragmenty babilońskiego mitu o powstaniu świata wykazują podobieństwo do mitów kosmologicznych pozostałych ludów starożytnej Mezopotamii i starożytnego Bliskiego Wschodu, między innymi do Księgi Rodzaju. Mimo to wiele wątków jest oryginalnych. Prawdopodobnie twórcy Enuma elisz przyświecał cel ukazania pochwały Marduka, choć dużo uwagi poświęcono zorganizowaniu świata. Również biblijny opis przejścia przez Morze Czerwone jest interpretowany jako kolejne nawiązanie do walki Jahwe z morskim smokiem (Lewiatanem), co ma być reminiscencją walki Marduka z Tiamat.